# عيسى بن سعيد اليحصبي
عيسى بن سعيد اليحصبي أو ابن القطاع (تُوفي 397 هـ الموافق 1006م) كان كاتبًا عربيًا أندلسيًا من القرن العاشر ووزير الخلافة في قرطبة.

## السيرة
وُلِد ابن القطاع في منطقة بريغو (الواقعة في مقاطعة قرطبة الحالية) لعائلة ذات مكانة متواضعة. ينحدرون من عشيرة النجار، فرع من قبيلة عربية تعرف باسم بني الجزري والتي استقرت في الأندلس بعد الفتح الإسلامي. كان ابنًا لمعلم مدرسة في بلدته الأصلية بريغو. عُيّن ابن القطاع أول مرة في منصب الوزير في عهد الخليفة الأموي هشام الثاني (حكم. 976–1009) كما كان الحاكم الفعلي لهذه الفترة، حاجب هشام، المنصور (توفي عام 1002). وبعد ذلك، استمر ابن القطاع في منصبه وزيرًا في عهد خليفة المنصور وابنه المظفر (ت 1008).